# Croton rakotoniainii
Espèce
Croton rakotoniainii est une espèce de plantes à fleurs du genre Croton et de la famille des Euphorbiaceae, présente à Madagascar.